# テルニ県

テルニ県
Provincia di Terni

テルニ県（テルニけん、イタリア語: Provincia di Terni）は、イタリア共和国ウンブリア州に属する県の一つ。県都はテルニ。

## 地理

### 位置・広がり
ウンブリア州に属する2つの県のうちの南西側に位置する県で、ウンブリア州の面積の約25％を占めている。南にラツィオ州、北西にトスカーナ州に接する。県都テルニは県域の東南部に位置し、ヴィテルボから東北東へ約47km、州都ペルージャから南南東へ約64km、ラクイラから西北西へ約67km、首都ローマから北北東へ約75kmの距離にある。

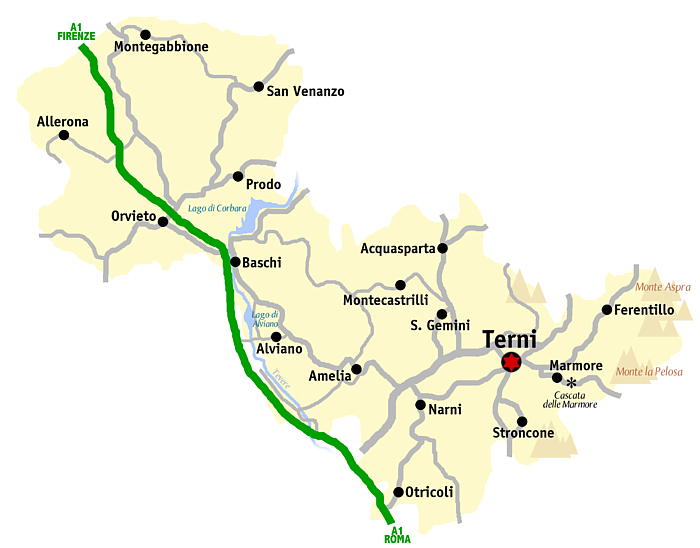
テルニ県

隣接する県は以下の通り。
- ペルージャ県 - 北東
- リエーティ県 （ラツィオ州） - 南東
- ローマ県 （ラツィオ州） - 南西
- ヴィテルボ県 （ラツィオ州） - 西
- シエーナ県 （トスカーナ州） - 北西

### 主要な都市
2001年の国勢調査に基づく居住地区（Località abitata）別人口統計によれば、人口4000人以上の都市・集落は以下の通り。
- テルニ - 92,842人
- オルヴィエート - 5,662人
- アメーリア - 5,378人
- NARNI SCALO （ナルニ） - 5,086人
- ナルニ - 4,931人
- CICONIA （オルヴィエート） - 4,280人

- テルニ
- オルヴィエート
- アメーリア
- ナルニ

## 行政区画

### コムーネ
テルニ県には33のコムーネがある。主要なコムーネ（人口4000人以上）は下表の通り。左端の数字はISTATコードを示す。人口は2024年1月1日現在。
右の地図中の番号は、コムーネのISTATコード下3桁を示す。下表に掲げた主要なコムーネのうち、地図中に名称を記さなかったものについては、番号を太字で示した。
| コード | 自治体名           | 人口    |
| ------ | ------------------ | ------- |
| 055032 | テルニ             | 106,677 |
| 055023 | オルヴィエート     | 19,367  |
| 055022 | ナルニ             | 17,904  |
| 055004 | アメーリア         | 11,535  |
| 055017 | モンテカストリッリ | 4,789   |
| 055029 | サン・ジェーミニ   | 4,691   |
| 055031 | ストロンコーネ     | 4,617   |
| 055001 | アックアスパルタ   | 4,383   |